# Crégy-lès-Meaux
Crégy-lès-Meaux – miejscowość i gmina we Francji, w regionie Île-de-France, w departamencie Sekwana i Marna.
Według danych na rok 1990 gminę zamieszkiwały 2294 osoby, a gęstość zaludnienia wynosiła 625 osób/km² (wśród 1287 gmin regionu Île-de-France Crégy-lès-Meaux plasuje się na 457. miejscu pod względem liczby ludności, natomiast pod względem powierzchni na miejscu 774.).